# Rubén Xaus
Rubén "Spider Man" Xaus (ur. 18 lutego 1978 roku w Barcelonie, Katalonia, Hiszpania) – hiszpański motocyklista.

## Kariera

### Początki
Ruben karierę rozpoczął w wieku 14 lat, w Mistrzostwach Katalonii, w kategorii 125 cm3. Dwa lata później zadebiutował w Hiszpańskich Mistrzostwach Supersport. W latach 1995–1996 Xaus brał udział w zawodach FIM Thunderbike (w drugim podejściu zajął 6. lokatę). W roku 1995 Hiszpan zadebiutował również w MMŚ, w średniej kategorii 250 cm3, na motocyklu Honda. Nie osiągnął jednak zadowalającego wyniku. W sezonie 1997 startował w międzynarodowych mistrzostwach World Supersport. Zdobyte punkty sklasyfikowały go na 17. pozycji. W kolejnym roku wziął udział w niemieckich Superbike'ach. Zmagania w nich zakończył na 6. miejscu. W tym samym sezonie zadebiutował również w MŚ World Supebike, jednakże bez sukcesu.

### World Supersport
W 1999 roku Xaus wystartował w pełnym sezonie MŚ World Supersport. Podczas zmagań na torze Misano odniósł pierwsze w karierze zwycięstwo, a w klasyfikacji generalnej uplasował się na 5. miejscu. Rok później nawiązał współpracę z fabryczną ekipą Ducati Infostrada. Hiszpan pięciokrotnie stanął na podium, w tym raz na najwyższym stopniu. Dwukrotnie sięgnął również po pole position. Sezon w jego wykonaniu nie był jednak równy, dlatego też w klasyfikacji znalazł się dopiero na 7. pozycji.

### World Superbike (1. część)
W sezonie 2001 Hiszpan awansował do MŚ World Superbike, w których również reprezentował fabryczne barwy Ducati Infostrada. W początkowej fazie zmagań Xaus nie spisywał się najlepiej na tle zespołowego partnera Troya Baylissa. Podczas gdy Australijczyk walczył o tytuł mistrzowski, Ruben kończył wyścigi pod koniec pierwszej dziesiątki. Sytuacja zmieniła się jednak na trzy rundy przed zakończeniem sezonu, kiedy to Xaus we wszystkich sześciu wyścigach dojeżdżał na podium, w tym dwukrotnie na najwyższym stopniu (na Oschersleben i Imoli). Czterokrotnie uzyskał również najszybsze okrążenie. Zdobyte punkty sklasyfikowały go na 6. pozycji, z kolei bardziej doświadczony team-partner zdobył tytuł mistrzowski.
Dzięki dobrej postawie pod koniec sezonu, włoska stajnia zatrzymała Hiszpana u boku Baylissa. W drugim roku startów Xaus spisał się znacznie lepiej, aczkolwiek nadal pozostawał wyraźnie w cieniu Australijczyka. Ruben dziesięciokrotnie meldował się w pierwszej trójce, tym razem jednak w wyniku dominacji Troya i Amerykanina Colina Edwardsa nie udało mu się zwyciężyć. Pomimo większego dorobku punktowego ponownie rywalizację ukończył na 6. lokacie.
W 2003 roku, po odejściu do MMŚ Troya Baylissa, nowym partnerem zespołowym Hiszpana został Brytyjczyk Neil Hodgson. W pierwszych sześciu eliminacjach Hiszpan został zdominowany przez Hodgsona, który zwyciężył w jedenastu z dwunastu wyścigów. W tym czasie Xaus sześciokrotnie stanął na podium. Od rundy w San Marino sytuacja ta uległa jednak diametralnej zmianie i to Hiszpan okazywał się lepszym z dwójki kierowców Ducati Fila. W ciągu dwunastu wyścigów, dziewięciokrotnie dojeżdżał w pierwszej trójce, z czego aż siedmiokrotnie na najwyższym stopniu (pięciokrotnie uzyskał również najszybsze okrążenie). Na torze Imola po raz pierwszy w karierze sięgnął po pole position. Przewaga Brytyjczyka w punktacji nie był już jednak do odrobienia i ostatecznie wyniosła ponad sto punktów nad drugim Xausem. Po tym sezonie obaj zawodnicy awansował do najwyższej kategorii MMŚ – MotoGP.

### MotoGP
W roku 2004 Hiszpan awansował wraz z Hodgsonem do najwyższej kategorii MMŚ – MotoGP – w której reprezentowali satelicką ekipę D'Antin Ducati. W trakcie sezonu Xaus spisywał się znacznie lepiej od Brytyjczyka, zdobywają punkty w jedenastu rundach. Ruben w pięciu wyścigach znalazł się w czołowej dziesiątce, a najlepszą lokatę uzyskał podczas GP Kataru, gdzie po raz pierwszy w karierze stanął na najniższym stopniu podium. W klasyfikacji generalnej uplasował się na 11. pozycji (został najlepszym debiutantem), w porównaniu z siedemnastą zajętą przez Neila.
W kolejnym sezonie przeniósł się do zespołu Fortuna Yamaha, w którym partnerował mu jego przyjaciel, a zarazem rodak Toni Elias. Nie był to jednak udany rok dla Hiszpana, dla którego najlepszą pozycją okazała czterokrotnie dziesiąta lokata. Dość wyraźnie przegrał również wewnętrzny pojedynek z Eliasem, pomimo absencji młodszego z Hiszpanów w trzech rundach. Sezon, po którym opuścił mistrzostwa, zakończył na 16. miejscu.

### World Superbike (2. część)
W sezonie 2006 Ruben powrócił do rywalizacji w MŚ Superbike'ów, podpisując kontrakt z nowym zespołem Sterilgarda – Berik, korzystającym z motocykli Ducati. Xaus dwunastokrotnie znalazł się w pierwszej dziesiątce, będąc najwyżej sklasyfikowanym podczas pierwszego wyścigu na Silverstone, gdzie był czwarty. Dwukrotnie również wykręcił najlepszy czas okrążenia. Dorobek niewiele przekraczający sto punktów, pozwolił mu zająć 14. lokatę w klasyfikacji generalnej.
Drugi rok współpracy był zdecydowanie bardziej udany dla Hiszpana, który przekroczył granicę dwustu punktów. Podczas pierwszych wyścigów na torach w Hiszpanii i Holandii, Xaus zameldował się na podium. Na torze w Walencji odniósł długo oczekiwane zwycięstwo, natomiast w Assen był trzeci. Sezon zakończył na 6. pozycji.
W roku 2008 partnerem Rubena był konkurencyjny i doświadczony Włoch Max Biaggi. Już w drugim wyścigu na torze Losail, znalazł się na podium, zajmując drugą pozycję. W drugim wyścigu na Misano Adriatico, Hiszpan triumfował po raz jedenasty w karierze. Jego wyniki przeplatały się jednak z nieudanym występami, które Xaus kończył przedwcześnie. Ruben przegrał wewnętrzny pojedynek z Biaggim, będąc w klasyfikacji na 10. miejscu.
26 czerwca Hiszpan podpisał kontrakt z debiutującą fabryczną ekipą BMW, na starty w sezonie 2009. Rezultaty na nowym motocyklu nie były jednak najlepszy. Xaus pięciokrotnie znalazł się w pierwszej dziesiątce, a najlepszą lokatę uzyskał w pierwszy wyścigu na Monzie, który ukończył na siódmym miejscu. Podczas rundy w Czechach Ruben odniósł kontuzję, w wyniku której nie wziął udziału w eliminacji na Nürbrugringu. Zdobyte punkty sklasyfikowały go na odległej 17. lokacie.
W drugim sezonie współpracy z bawarską stajnią, Xaus zapunktował w większej ilości wyścigów, dzięki czemu uzbierał blisko sto punktów. Ośmiokrotnie dojechał w czołowej dziesiątce, a najlepszą pozycję uzyskał w pierwszy podejściu na czeskim Masaryk Circuit, gdzie znalazł się na piątej lokacie. W klasyfikacji ogólnej uplasował się na 15. miejscu. Po zakończeniu rywalizacji odszedł z niemieckiej stajni, w której partnerował mu Australijczyk Troy Corser. W obu sezonach były mistrz świata zostawił w pokonanym polu reprezentanta Hiszpanii.
W 2011 roku w Ruben reprezentuje fabryczną ekipę Castrol Honda, a jego team-partnerem jest Brytyjczyk Jonathan Rea.

### Race of Champions
W 2000 roku Ruben wraz z Fernando Alonso i Jesúsem Purasem zwyciężył w Pucharze Narodów, w ramach imprezy "Wyścig Mistrzów".

### Życie osobiste
16 marca Ruben poślubił Marionę, z którą ma córkę Julię (ur. 2006). Obecnie mieszka w Andorze, w której brał również ślub.